# Abertis
Abertis Infraestructuras, SA is een Spaans bedrijf dat gespecialiseerd is in het beheren van tolsnelwegen en parkeerterreinen. Het is sinds juli 2018 een dochteronderneming van een holding waarin het Italiaanse Atlantia SpA 50% +1 aandeel en het Spaanse Actividades de Construcción y Servicios 50% -1 van de aandelen in handen hebben.

## Activiteiten
Abertis is een internationale exploitant van tolwegen. Het had in 2017 zo’n 8600 kilometer aan tolwegen onder beheer verdeeld over 15 landen in Europa, Azië en Noord-Amerika. De belangrijkste markten waarin het actief is zijn Spanje (1558 km), Frankrijk (1761 km) en Brazilië (3250 km).
In 2017 behaalde het een omzet van €5,3 miljard, waarvan 26% in Spanje werd gerealiseerd. Frankrijk de grootste markt met een omzetaandeel van 32% gevolgd door Brazilië met 16%. De nettowinst was €0,9 miljard. Het is een zeer kapitaalsintensieve activiteit, het balanstotaal is bijna €30 miljard euro en de schuldenlast was zo’n €18 miljard per eind 2017. De rente op de schulden is een zeer grote kostenpost.

## Geschiedenis
Abertis is op 30 mei 2003 ontstaan na de fusie van Acesa (Autopistas, Concesionaria Española SA) en Aurea-Aumar. Na de fusie exploiteerde Abertis in Spanje ongeveer 1500 kilometer tolsnelweg (68% van het totaal). De Abertisgroep bestaat uit de exploitatiebedrijven Acesa (541 km), Aumar (468 km), Iberpistas (70 km), Aucat (58 km), Castellana (77 km), Aulesa (38 km) en Avasa (295 km).
Abertis had een belang van 10% in de Portugese branchegenoot Brisa en in Italië een indirect belang (via een ander bedrijf) van 7% in Autostrade SpA. Abertis heeft ook een belang van 25% in de Britse schaduwtolmaatschappij Road Management Group (RMG), en verder is het bedrijf actief in Colombia, Chili en Argentinië. In 2003 was de omzet 1,283 miljard euro.   
Begin 2006 verkocht de Franse Staat haar belang van 75% in de Franse tolmaatschappij Sanef aan Abertis. In april 2006 werd bekend dat Abertis en Autostrade SpA van plan zijn te gaan fuseren, maar de gesprekken hierover zijn later zonder succes afgebroken.
Samen met vliegveld en -verkeersbeheerder AENA heeft Albertis de beheersmaatschappij TBI in 2005 opgericht, die meerdere vliegvelden in Europa en Noord- en Zuid-Amerika beheert. In 2013 werd TBI verkocht aan ADC & HAS Airports Worldwide.

## Overname
Medio mei 2017 deed het Italiaanse Atlantia een eerste bod op alle aandelen van Abertis. Atlantia was bereid €16,3 miljard te betalen. Abertis was het bedrijf dat tien jaar geleden zelf had gepoogd de Italiaanse tolwegenexploitant Autostrade in te lijven, maar dit mislukte.
In de loop van 2017 kwam ook het Spaanse bouwconcern Actividades de Construcción y Servicios (ACS) van Florentino Pérez in beeld als tweede kandidaatovernemer van Abertis. Na een maandenlange overnamestrijd besloten Atlantia en ACS samen te werken om Abertis te acquireren. Begin 2018 brachten ze gezamenlijk een overnamebod van €18,2 miljard uit, bijna twee miljard euro meer dan het eerste bod van Atlantia in mei 2017. De aandeelhouders gingen in op het bod en in juni 2018 kregen ACS en Atlantia ook van de Europese mededingingsautoriteiten toestemming om Abertis over te nemen. Bij de goedgekeurde transactie verkreeg Atlantia 50%+1 aandeel Abertis in handen en ACS de rest.
Door de overname is Atlantia, gecombineerd met het consortium van Atlantia en ACS dat Abertis controleert, de grootste autowegenexploitant ter wereld. Met 14.000 kilometer autowegen onder beheer in Spanje en Italië en een gezamenlijke omzet van meer dan €10 miljard passeert de nieuwe combinatie het Franse VINCI, die in 2016 circa €6,3 miljard aan tolinkomsten genereerde. Ook de inbreng van het Duitse bouwconcern Hochtief, een dochteronderneming van ACS, is in de constructie van groot belang gegeven de marktpenetratie van Hochtief in voor het concern nieuwe markten als Duitsland, de Verenigde Staten, Canada en Australië.